# Società Sportiva Sambenedettese Calcio 2006-2007
Questa pagina raccoglie le informazioni riguardanti la Società Sportiva Sambenedettese Calcio nelle competizioni ufficiali della stagione 2006-2007.

## Rosa
| N. |                      | Ruolo | Calciatore            |
| -- | -------------------- | ----- | --------------------- |
|    | Italia (bandiera)    | A     | Massimiliano Carlini  |
|    | Italia (bandiera)    | P     | Cristian Chessari     |
|    | Italia (bandiera)    | P     | Andrea Consigli       |
|    | Italia (bandiera)    | C     | Francesco Della Rocca |
|    | Italia (bandiera)    | A     | Davide Desideri       |
|    | Mali (bandiera)      | D     | Mahamet Diagouraga    |
|    | Italia (bandiera)    | D     | Andrea Esposito       |
|    | Italia (bandiera)    | C     | Fabio Fanelli         |
|    | Italia (bandiera)    | C     | Filippo Forò          |
|    | Italia (bandiera)    | A     | Gennaro Fragello      |
|    | Italia (bandiera)    | C     | Davide Giorgino       |
|    | Italia (bandiera)    | D     | Fabrizio Grillo       |
|    | Italia (bandiera)    | C     | Marco Iovine          |
|    | Argentina (bandiera) | D     | Juan Landaida         |

| N. |                       | Ruolo | Calciatore           |
| -- | --------------------- | ----- | -------------------- |
|    | Italia (bandiera)     | C     | Massimo Loviso       |
|    | Italia (bandiera)     | A     | Matteo Momentè       |
|    | Italia (bandiera)     | A     | Daniele Morante      |
|    | Montenegro (bandiera) | C     | Nikola Olivieri      |
|    | Italia (bandiera)     | C     | Mattia Santoni       |
|    | Italia (bandiera)     | D     | Michele Santoni      |
|    | Italia (bandiera)     | D     | Alessandro Simonetta |
|    | Italia (bandiera)     | A     | Fabio Tinazzi        |
|    | Italia (bandiera)     | C     | Pietro Tripoli       |
|    | Italia (bandiera)     | D     | Giacomo Tulli        |
|    | Italia (bandiera)     | C     | Pietro Varriale      |
|    | Italia (bandiera)     | C     | Fabio Visone         |
|    | Italia (bandiera)     | D     | Pietro Zammuto       |

## Risultati

### Campionato

#### Girone di andata
| 3 settembre 2006 1ª giornata | Perugia | 1 – 0 | Sambenedettese |  |

| 10 settembre 2006 2ª giornata | Sambenedettese | 0 – 1 | Taranto |  |

| 17 settembre 2006 3ª giornata | Lanciano | 3 – 1 | Sambenedettese |  |

| 24 settembre 2006 4ª giornata | Sambenedettese | 1 – 1 | Foggia |  |

| 1º ottobre 2006 5ª giornata | Salernitana | 5 – 1 | Sambenedettese |  |

| 8 ottobre 2006 6ª giornata | Sambenedettese | 1 – 0 | San Marino |  |

| 15 ottobre 2006 7ª giornata | Giulianova | 0 – 3 | Sambenedettese |  |

| 22 ottobre 2006 8ª giornata | Sambenedettese | 2 – 0 | Manfredonia |  |

| 29 ottobre 2006 9ª giornata | Sambenedettese | 0 – 0 | Cavese |  |

| 5 novembre 2006 10ª giornata | Teramo | 1 – 1 | Sambenedettese |  |

| 12 novembre 2006 11ª giornata | Sambenedettese | 0 – 1 | Ternana |  |

| 19 novembre 2006 12ª giornata | Ravenna | 2 – 1 | Sambenedettese |  |

| 26 novembre 2006 13ª giornata | Juve Stabia | 1 – 1 | Sambenedettese |  |

| 3 dicembre 2006 14ª giornata | Sambenedettese | 3 – 1 | Martina |  |

| 10 dicembre 2006 15ª giornata | Avellino | 3 – 0 | Sambenedettese |  |

| 17 dicembre 2006 16ª giornata | Sambenedettese | 4 – 0 | Ancona |  |

| 23 dicembre 2006 17ª giornata | Gallipoli | 1 – 2 | Sambenedettese |  |

#### Girone di ritorno
| 14 gennaio 2007 18ª giornata | Sambenedettese | 1 – 1 | Perugia |  |

| 21 gennaio 2007 19ª giornata | Taranto | 4 – 2 | Sambenedettese |  |

| 28 gennaio 2007 20ª giornata | Sambenedettese | 1 – 0 | Lanciano |  |

| 4 febbraio 2007 21ª giornata | Foggia | 3 – 0 | Sambenedettese |  |

| 11 febbraio 2007 22ª giornata | Sambenedettese | 0 – 2 | Salernitana |  |

| 18 febbraio 2007 23ª giornata | San Marino | 2 – 2 | Sambenedettese |  |

| 25 febbraio 2007 24ª giornata | Sambenedettese | 2 – 0 | Giulianova |  |

| 4 marzo 2007 25ª giornata | Manfredonia | 0 – 1 | Sambenedettese |  |

| 18 marzo 2007 26ª giornata | Cavese | 2 – 1 | Sambenedettese |  |

| 25 marzo 2007 27ª giornata | Sambenedettese | 2 – 0 | Teramo |  |

| 1º aprile 2007 28ª giornata | Ternana | 0 – 0 | Sambenedettese |  |

| 7 aprile 2007 29ª giornata | Sambenedettese | 3 – 2 | Ravenna |  |

| 15 aprile 2007 30ª giornata | Sambenedettese | 3 – 1 | Juve Stabia |  |

| 22 aprile 2007 31ª giornata | Martina | 2 – 0 | Sambenedettese |  |

| 29 aprile 2007 32ª giornata | Sambenedettese | 2 – 0 | Avellino |  |

| 6 maggio 2007 33ª giornata | Ancona | 3 – 0 | Sambenedettese |  |

| 13 maggio 2007 34ª giornata | Sambenedettese | 4 – 2 | Gallipoli |  |